# El Bañuelo
El Bañuelo es un hamman o baño árabe de época zirí (siglo XI), declarado Bien de Interés Cultural, situado en la Carrera del Darro número 31, en la ciudad española de Granada. Se encuentra en el barrio del Albaicín, a orillas del río Darro y frente al puente del Cadí. Se encuentra en España, Andalucía, Granada.

## Historia
En la Granada musulmana, este edificio era el ḥammān del barrio de «Rabad Haxarris» (o de los Axares), conocido como ḥammān al-Ŷawza o baño del Nogal. En otras épocas fue también conocido como Baño de Palacios y Baño de la Puerta de Guadix. Se han encontrado alrededor de doce hammams en Granada, la mayoría de dimensiones modestas, a excepción de los lujosos baños del palacio de Comares en la Alhambra del siglo XIV. El hammam del Bañuelo se data tradicionalmente de la época de la Taifa de Granada, durante el gobierno de la dinastía zirí en el siglo XI, probablemente durante el reinado del rey Badis ben Habús (1038-1073) o Abd Allah ibn Buluggin (1073-1090), según un estudio de Leopoldo Torres Balbás. Un reciente estudio ha sugerido que quizás fueron realizados en el siglo XII basándose en el estilo de la mampostería. Los baños habrían estado dentro de la Alcazaba Cadima, la antigua residencia real ubicada en lo que posteriormente se llamaría Albaicín, antes de que la Alhambra se erigiera como sede de poder.
Tras la conquista de Granada por los Reyes Católicos en 1492 y el final de la Reconquista, los baños continuaron manteniéndose hasta el siglo XVI debido a la gran cantidad de población morisca, hecho que cambiaría tras su expulsión en 1610. En siglos posteriores, los baños terminaron su función primigenia y se usaron como lavandería pública y, más tarde, como vivienda, construyéndose sobre los baños otra planta moderna. En 1918 el lugar fue protegido por las leyes españolas y entre 1927 y 1928 fue restaurado por Leopoldo Torres Balbás, quien también había actuado en la Alhambra. Los trabajos de restauración continuaron a lo largo del siglo XX y actualmente se encuentran abiertos al público.

## Descripción
Los baños se componen de varias estancias unidas entre sí. La primera sala fue una recepción o sala de relajación en cuyo centro había una alberca cuadrada, tal y como aparece en un grabado de Girault de Prangey de 1837. Dispone de arquería en tres de sus lados, con arcos de herradura. A pesar de que actualmente se encuentra al aire libre, originalmente se encontraba cubierta por una cúpula de madera. En su esquina suroriental una puerta daba acceso a tres pequeñas habitaciones con , mientras que al noroeste un acceso conducía al vestuario (el equivalente romano al apodyterium). Desde aquí los bañistas pasaban a las salas de vapor, que consistían en tres habitaciones: la sala fría (bayt al-barid), la sala templada (bayt al-wastani) y la sala caliente (bayt al-sajun), correspondientes a los romanos frigidarium, tepidarium y caldarium, respectivamente. Los bañistas entraban a la sala fría al comienzo, y posteriormente se trasladaban a la templada y la caliente, como parte del proceso de limpieza o purificación. Además, también se realizaban masajes por empleados. A diferencia de las termas romanas, no era común que en los hammams se sumergieran en las albercas, sino que se lanzaban agua caliente ellos mismos.
La sala más grande del Bañuelo es la sala templada, ubicada en el centro del complejo, algo común en otros baños de al-Ándalus. Está cubierta con una gran cúpula central rodeada por otras tres cúpulas más pequeñas, descansando todas ellas en columnas de mármol y arcos de herradura. Las columnas sobre las que descargan los arcos, tienen capiteles romanos, visigodos y califales, reutilizados de edificios más antiguos, derruidos. Todas las salas albergan claraboyas octogonales o en forma de estrella de ocho puntas, que proporcionaban luz y dejaban escapar el vapor. Tanto la sala fría precedente como la sala caliente a continuación tienen una estructura rectangular con bóvedas de cañón y con arcos de herradura. Más allá de la sala caliente, a una altura inferior al área comercial, se encontraba la caldera, que proporcionaba agua caliente a las salas de vapor y generaba aire caliente que era trasladado a través de tuberías y conductos bajo el suelo de las salas templada y caliente (al igual que el hipocausto romano) antes de ser evacuado a través de las paredes hasta las chimeneas.

## Galería

Interiores del Bañuelo
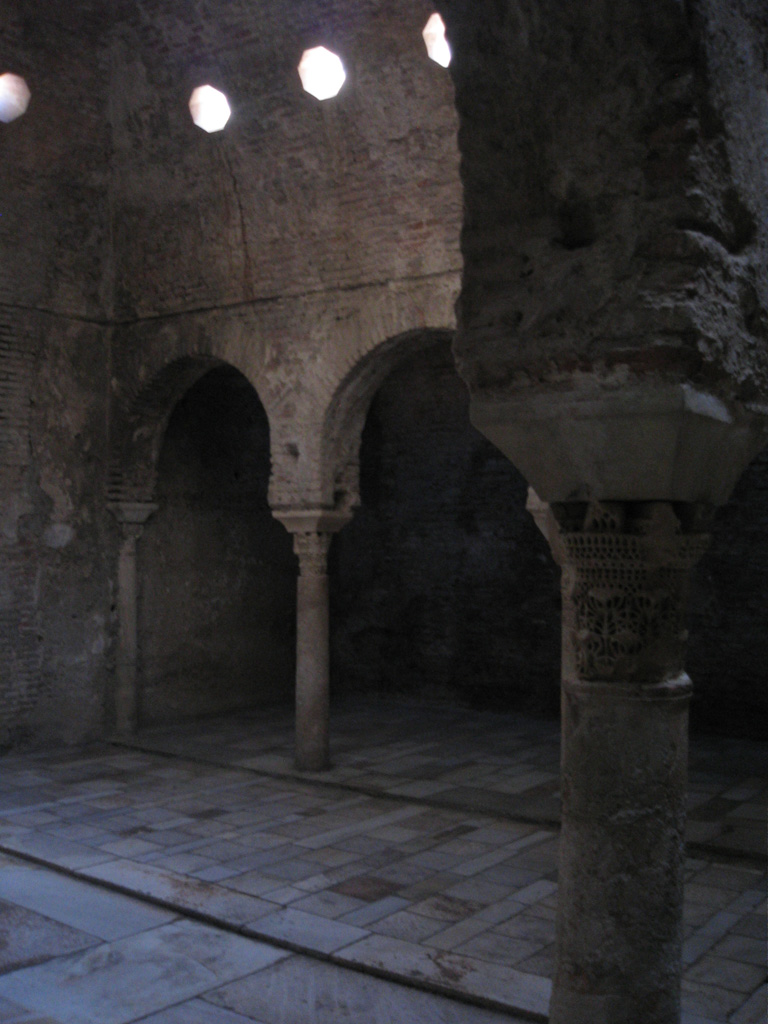
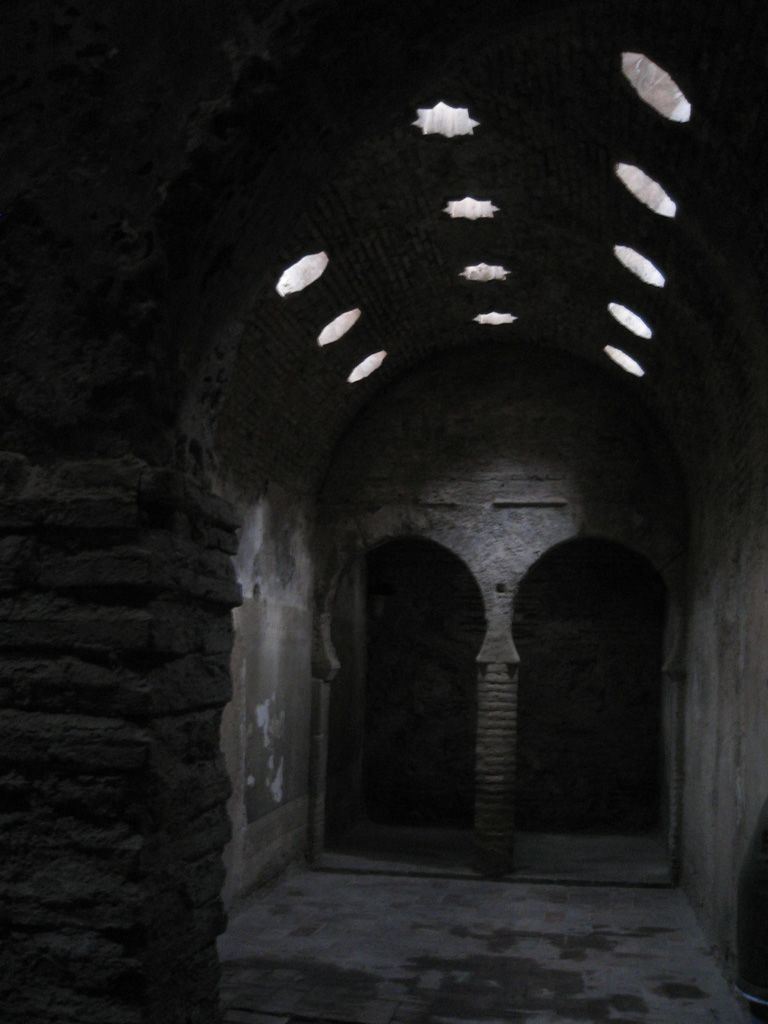
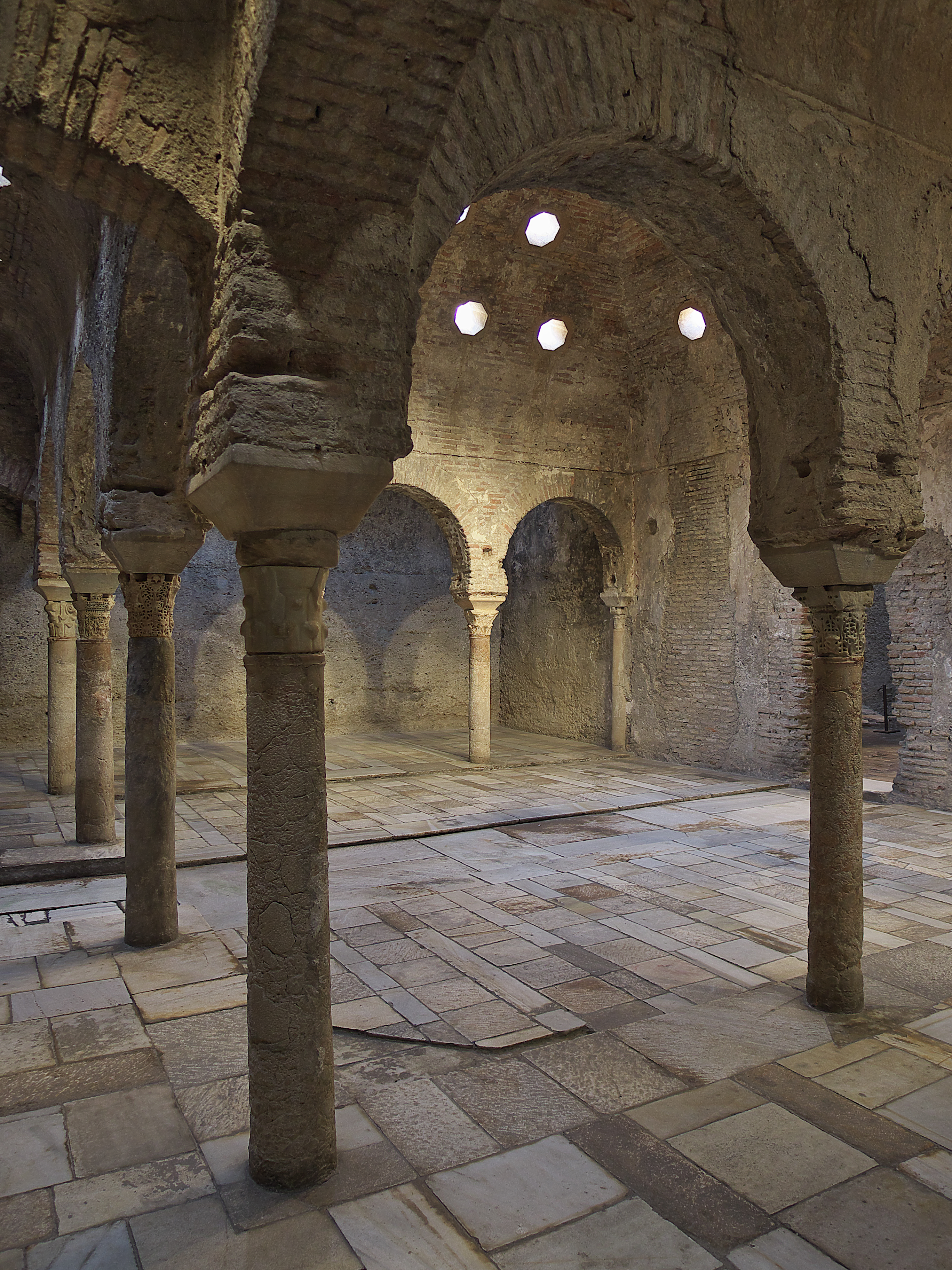